# نفسي الأخرى (فلم 2022)
نفسي الأخرى (بالإنجليزية: The Other Me) فيلم دراما وإثارة لجمهورية جورجيا عام 2022  كتبه واخرجه جيجا أغلاديز، الفيلم من بطولة جيم ستارجس، وأندريا بيجيتش، وأنتونيا كامبل هيوز عارضة الأزياء الأسترالية. تدور الأحداث حول مهندس معماري يصاب بمرض نادر في العين يدخله في واقع سريالي يرى فيه الدوافع الحقيقية للناس. عندما تصبح الرؤى غير محتملة، يقع في حب امرأة غامضة ويواجه حقيقة هويته. صدر الفيلم إلى دور العرض الأمريكية في 4 فبراير 2022  من توزيع شركة جرافيتاز فينتشرز، والتوزيع العالمي لشركة فرونت رو فيلمد للترفيه.  
منح موقع قاعدة بيانات الأفلام على الإنترنت (IMDB) الفيلم درجة 10/ 4.3.

## طاقم التمثيل
جيم ستورجس: في دور إيراكلي
أندريا بيجيتش: في دور نينو (الفتاة الشقراء)
أنتونيا كامبل هيوز: في دور ناتسا (الزوجة)
مايكل سوشا: في دور جيورجي (صديق إيراكلي)
أورلا برادي: في دور مارينا
بيلي بارات: في دور نيازي (إيراكلي في صباه)
روجر أشتون غريفيث: في دور الغريب (المسن في الغابة)
مايك جاساواي: في دور جورج
ليكونا ختشابرودز: في دور ليزا
رونا ميترا: في دور مارثا
جوردي مولا: في دور فاخو
مارك دبليو ترافيس: في دور الطبيب

## أحداث الفيلم
تبدأ الأحداث والطبيب (مارك دبليو ترافيس) يوقع الكشف على إيراكلي (جيم ستورجس) النادل والمهندس المعماري الطموح، الذي يريد تغيير المدن بتصميماته الهندسية، ويخبره الطبيب أنه يعاني من مرض نادر وسوف يصاب بالعمى في القريب. يخرج إيراكلي من عيادة الطبيب بينما تحاول زوجته ناتسا (أنتونيا كامبل هيوز) طمأنته ولكنه ينفعل ويخبرها أنه لا يعلم لماذا هي مستمرة في الحياة معه. تسارع ناتسا بركوب سيارة أجرة بينما يستقل إيراكلي الحافلة ويغفو. يستيقظ إيراكلي وسائق الحافلة يخبره أنهم في أخر محطة وستعود بهم الحافلة بعد ساعة. يجد إيراكلي نفسه في منطقة غابات، ويجد رجل مسن يحتسي الشراب وعندما يستعلم إيراكلي عن المكان يخبره المسن أنه في مكان مجهول وإذا أغمض عينيه يمكن أن يرى أي شيء ما يريد. يعجب إيراكلي من المسن ويغادره ليجد شقراء جميلة (أندريا بيجيتش) تسقط من على سلم كانت أعلاه تضع بيتاً للطيور، يعاونها إلى بيتها وتقدم له الحلوى. تعيش الشقراء وحيدة وتقوم برسم اللوحات، وعندما يتودد إليها إيراكلي، ترفض الشقراء ولا تطلب منه الإعتذار. يودعها إيراكلي وعندما يسألها عن اسمها تخبره أنها ليس لها اسم.
يستيقظ إيراكلي ليجد ناتسا أحضرت له الدواء الذي يرفض تناوله، وتتهمه أنه يحلم بما لن يتحقق، حيث يحلم بأن تصميماته الهندسية سوف تدر عليه الأرباح. تعود به الذاكرة وهو صبي ووالده يحاول أن يجعل منه رجلاً بلا جدوى. يصحب إيراكلي صديقة الأقرب جيورجي (مايكل سوشا) إلى معرض للرسومات حيث يعثر على لوحة مشابهة لما كانت في بيت الشقراء، ويسلم جيورجي رسالة للشقراء لتأتي إلى الحانة التي يعمل بها. تأتي الشقراء ويراقصها، ثم تتركه دون الإتفاق على موعد. يجد إيراكلي في بيته وكل رسوماته قد مزقتها ناتسا، ويبدأ في التدريب على السير مغمض العينين. تعود به الذاكرة والصبية يضربونه، ثم تظهر الشقراء في مخيلته وهي تحمل بالونة كانت له وهو صغير، وترفض ردها له وتخبره أن كل شيء سيتم الكشف عنه قريباً. يستيقظ إيراكلي وسريره وسط حقول خضراء يراها، ولا تراها ناتسا. تفتح الشقراء بابها لتجدها أمها جاءت لزيارتها تحمل نفس الحقيبة منذ 12 سنة، ونفس الرداء، وتهاجم الشقراء أمها لاحتمال ظلم الأب وتعدها بعدم زيارة قبره بعد وفاته. يصاب إيراكلي بالعمى ويبدأ يرى خيالات وأشخاص بلا وجوه. يكتشف إيراكلي خيانة ناتسا مع صديقة جورجي، وبعد معركة معه يوصيه بها خيراً عندما يقرر أن يهجرها. يذهب إيراكلي ليلتقي بالشقراء التي تكتشف أنه أصبح أعمي، ويتبادلا القبلات في حوض الإستحمام عاريان، وفي المشاهد الأخيرة يظهر إيراكلي ذاهباً لبيت أسرته القديم ليلقى أبيه، بينما تظهر الشقراء ذاهبة إلى بيت أمها، ويركض الصبي إيراكلي في الحقول الخضراء ليجد نفسه والشقراء جالسين كما في اللوحة التي شاهدها في معرض الرسومات.

## استقبال الفيلم
كتب موقع موفيز أند مانيا في 31 يناير 2022: «على الرغم من فرضيته التي تبدو بسيطة، إلا أن هناك الكثير للفيلم يتضمن ذلك وفرة من الشخصيات وبعض الحبكات الفرعية التي لا تعني سوى القليل للحبكة الشاملة. في جوهرها، هناك قصة رائعة عن الاكتشاف، ولكن هناك الكثير مما يحدث حول الحواف أيضًا. تشجع القصة على تكرار المشاهدة. من المؤسف أن الفيلم لا يفعل ذلك».
كتب دينيس هارفي في مجلة فارايتي بتاريخ 3 فبراير 2022: «إن طاقم التمثيل يناضل ضد مادة ذات القليل من العالم الواقعي أو المنطق العاطفي، كما أن العناصر» السريالية«التي تم تقديمها هي غير ملهمة من الناحية المفاهيمية والجمالية، وهذا خطأ نواياه غامضة بقدر ما تكون نتائجه سيئة الحظ».
كتب جايسون ديلجادو على موقع فيلم ثرت في 23 فبراير 2022: «نظرة سريالية مشوبة بالهوية والعلاقات والحياة»، ومنح الفيلم تقييماً مقداره 6/ 10.
كتب دينيس شوارتز على موقعه «استعراض الفيلم» في 17 فبراير 2022: «من الصعب مراقبة صورة الأفلام التجريبية الملتوية من خلال عرض واحد فقط، ومعرفة إلى أين تتجه».
منح جيفري ام اندرسون الفيلم درجة 2/ 5 وكتب بتاريخ 6 فبراير 2022: «ربما لو كان الفيلم أكثر سريالية، وأكثر شبهاً بالحلم، لكانت هذه الدراما الرومانسية الغريبة قد نجحت. ولكن كما هي، فهي خليط ممل من الأشياء التي تحدث - ولا تحدث - والتي لا ترتبط أبدًا».
منح موقع الطماطم الفاسدة الفيلم تقييماً مقداره 40% بناءاً على تقييم 10 نقاد سينمائيين.

## روابط خارجية
- مقالات تستعمل روابط فنية بلا صلة مع ويكي بيانات

https://www.imdb.com/title/tt10356564/ نفسي الأخرى (فيلم 2022)
https://letterboxd.com/film/the-other-me-2022/ نفسي الأخرى (فيلم 2022)
https://www.filmaffinity.com/us/film118281.html نفسي الأخرى (فيلم 2022)
https://www.rottentomatoes.com/m/the_other_me_2022 نفسي الأخرى (فيلم 2022)
https://www.allocine.fr/film/fichefilm_gen_cfilm=300406.html نفسي الأخرى (فيلم 2022)
https://www.cinemamanagementgroup.com/film/the-other-me/ نفسي الأخرى (فيلم 2022)